# الشقات (السبرة)

تعديل مصدري - تعديل

الشقات هي إحدى قرى عزلة بلادالشعيبي العليا بمديرية السبرة التابعة لمحافظة إب، بلغ تعداد سكانها 845 نسمة حسب تعداد اليمن لعام 2004.